# San Luis Río Colorado
San Luis Río Colorado ist eine Stadt im mexikanischen Bundesstaat Sonora mit 158.089 Einwohnern. Sie liegt im Nordwesten Sonoras im Municipio San Luis Río Colorado und grenzt im Norden an den Yuma County im US-Bundesstaat Arizona, im Westen ans  Municipio Mexicali im mexikanischen Bundesstaat Baja California.

## Tourismus
Sehenswürdigkeiten sind die Bucht von Santa Clara und die vulkanische Region Pinacate.